# 水木梨乃
水木 梨乃（みずき りの、1997年6月11日 - ）は、北海道出身の日本の女優、タレント。TRUSTAR所属。ヤングジャンプ、blt graphに出演している。

## 略歴
ファンタスターに所属し芸能界デビュー。2012年11月に事務所がvithmicに吸収される形で移籍。2020年、TRUSTARに移籍。

## 人物
北海道出身で、素の自分は北海道弁と綴っている。

## 出演

### テレビ
- 恋んトス season9（2019年6月 - 10月、TBS）
- テレビ千鳥
- 志村けんのだいじょうぶだぁ
- ヒルナンデス
- テンゴちゃん
- 奇跡体験!アンビリバボー （2021年1月7日、フジテレビ） - 再現VTR

### 映画
- ホラーちゃんねる（2019年9月27日、パル企画）[4]

### 舞台
- オタッカーズ・ハイ（2018年10月16日 - 21日、サンモールスタジオ）
- カーテンコール（2019年3月28日 - 31日、新宿村LIVE）[5]

### CM
- Karasta（WEB CM）
- アルペン ウィンタースポーツウェア ECブランドモデル
- ミュゼプラチナム
- ホワイトニングエッセンス
- V12 ECブランドモデル

### MV
- 大橋トリオ「S.M.I.L.E.S」